# Муравьёва, Александра Григорьевна
Алекса́ндра (Александри́на) Григо́рьевна Муравьёва (урождённая графиня Чернышёва, 2 июня 1804, Санкт-Петербург — 22 ноября 1832, Петровский Завод) — сестра декабриста Захара Григорьевича Чернышёва, жена декабриста Никиты Михайловича Муравьёва, последовавшая за ним в Сибирь.

## Биография
Дочь графа Григория Ивановича Чернышёва (1762—1831) от брака его с Елизаветой Петровной Квашниной-Самариной (1773—1828). Родилась в Петербурге, крещена 10 июня 1804 года в церкви Успения Пресвятой Богородицы на Сенной при восприемстве графа П. П. Салтыкова и княгини В. А. Шаховской. 
Вместе с сёстрами получила превосходное домашнее образование, учителем рисования у них был Маньяни. Чернышёвы смогли воспитать в своих детях душевное благородство и привить им нежную любовь друг к другу. «Её красота внешняя равнялась её красоте душевной», — вспоминал о Муравьевой А. Е. Розен. По словам графа М. Д. Бутурлина, «была выше среднего роста, блондинка, кровь с молоком и широковатого телосложения; жившие в Петербурге англичане находили её очень похожей на принцессу Шарлотту».
21 февраля 1823 года Александра Григорьевна стала женой Никиты Михайловича Муравьёва (1795—1843). Венчание было в Петербурге в Симеоновской церкви на Моховой. Когда мужа арестовали, она ждала третьего ребёнка. Разрешение следовать за мужем в Сибирь получила 26 октября 1826 года. Оставив у свекрови троих малолетних детей, одной из первых жён декабристов последовала за мужем. Проезжая через Москву, Муравьева виделась с А. C. Пушкиным, который передал ей свои стихи, адресованные декабристам «Во глубине сибирских руд…», и послание к И. И. Пущину — «Мой первый друг, мой друг бесценный…».

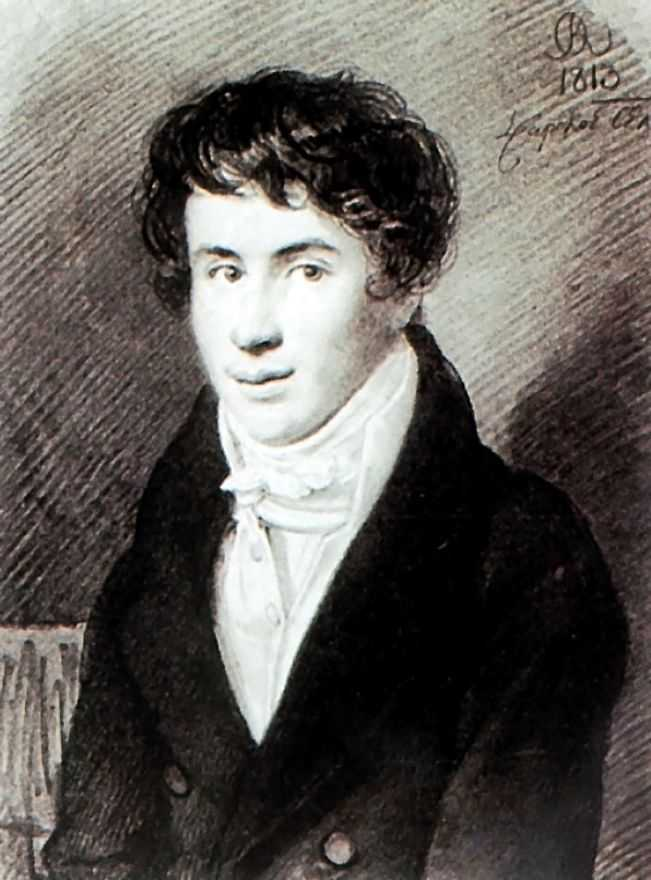
Никита Муравьев (1813)

В феврале 1827 года Александра Григорьевна прибыла в Читинский острог. Огромную материальную помощь в Сибири оказывала мать Муравьёва, получившая крупное наследство после отца — барона Ф. М. Колокольцова; посылал деньги и отец её — граф Г. И. Чернышёв. Муравьёва мучительно переживала разлуку с тремя маленькими детьми, оставленными у свекрови; вскоре жестоким ударом явилась для неё смерть сына; тяжело перенесла она кончину матери (в 1828 году) и горячо любимого отца (в 1831 году). Наконец, глубочайшим горем для Муравьёвой стала гибель двух её дочерей, родившихся в Петровском заводе. И хотя Александра Григорьевна была человеком огромного самообладания, силы её начали сдавать и всё чаще в письмах к родным прорывались нотки беспросветной тоски и обречённости. В письме к свекрови она писала после кончины дочери Ольги: 
Я по целым дням ничего не делаю. У меня нет ещё сил взяться ни за книгу, ни за работу, такая всё ещё на мне тоска, что всё метаюсь, пока ноги отказываются. Я не могу шагу ступить из своей комнаты, чтобы не увидеть могилку Оленьки. Церковь стоит на горе, и её отовсюду видно, и я не знаю как, но взгляд невольно постоянно обращается в ту сторону.
 За полгода до своей смерти она писала: «Я старею, милая маменька, Вы и не представляете себе, сколько у меня седых волос». С каждым месяцем её здоровье становилось всё хуже и хуже. В конце октября 1832 года Муравьёва сильно простудилась и, проболев около трёх недель, 22 ноября 1832 года скончалась в Петровском Заводе. Это была первая смерть в кругу декабристов, и к тому же смерть чудесного по своим душевным качествам человека.  О её смерти в письмах декабристов и их жён, а также в мемуарной литературе сохранилось немало откликов. Е. П. Нарышкина писала к матери: 
26 числа прошлого месяца бренные останки нашей милой г-жи Муравьевой были преданы земле; вы хорошо понимаете, что мы испытали в этот миг. Все слёзы были тут искренни, все печали — естественны, все молитвы — пламенны. Она обладала самым горячим, любящим сердцем, и в ней до последнего вздоха сохранился самоотверженный характер; характер матери, любящей своих детей.
Н. В. Басаргин писал, что из их среды смерть избрала «жертву самую чистую, самую праведную»; М. Н. Волконская считала её «святой женщиной, которая умерла на своём посту»; Н. И. Лорер выразил мнение всех заключённых декабристов в словах: «общая наша благодетельница». 
Муравьёва завещала похоронить себя рядом с отцом, однако император не дал разрешения на перевоз её праха в европейскую часть России. Над могилой Александры Григорьевны по желанию её мужа была выстроена часовня (автор проекта Н. А. Бестужев). В часовне погребены также её дочери Ольга и Аграфена (и младенец Иван Фонвизин). Сохранилась в некрополе декабристов старого кладбища города Петровск-Забайкальский.

## Дети

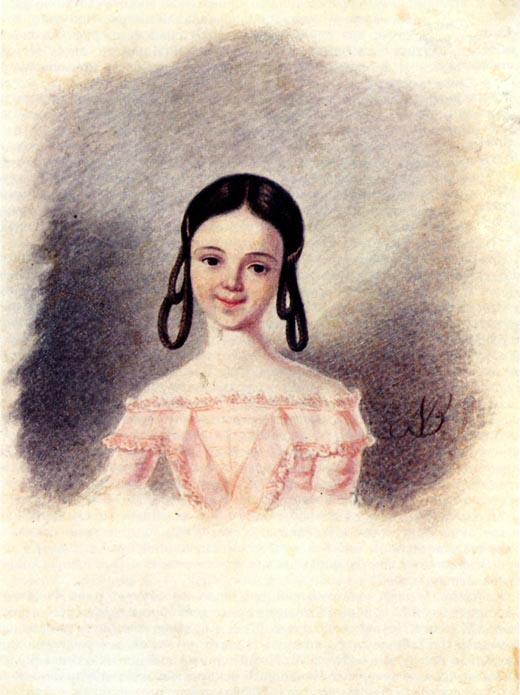
Софья Муравьева

- Екатерина Никитична (16.03.1824—1870), умерла от душевной болезни.
- Михаил Никитич (07.02.1825—26.02.1827), крестник своей бабушки Е. П. Чернышёвой.
- Елизавета Никитична (13.03.1826—7.05.1844)
- Софья Никитична (15.03.1829—7.04.1892), с 1848 года замужем за Михаилом Илларионовичем Бибиковым (1818—1881). Последние десятилетия своей жизни прожила в Москве, в собственном доме на Малой Дмитровке, по воспоминаниям внучки её дом был настоящим музеем.
- Ольга Никитична (11.12.1830—1831).
- Аграфена (Агриппина) Никитична (род. и ум. 1831).